# زیردریایی مینوگا
زیردریایی مینوگا (به انگلیسی: Russian submarine Minoga) یک زیردریایی بود که طول آن 32.6 m بود. این زیردریایی در سال ۱۹۰۸ ساخته شد.